# Big Ass
Big Ass es una banda de rock y pop tailandesa formada en 1997 y activa hasta la actualidad, su estilo musical también es de género hardcore punk de los cuales han realizado varias obras musicales. 

## Miembros
- Ekarat Wongcharat
- Poonsak Jaturaboon
- Apichart Promraksa
- Pongpan Pollasit
- Kachorndej Promraksa

## Discografía
- Not Bad (1997)
- XL (2000)
- My World (2003)
- Seven (julio de 2004)
- Begins (noviembre de 2006)
- Love (12 de diciembre de 2008)

## Canciones famosas
- "Thang Phan" (ทางผ่าน) – Not Bad
- "Kon Tai" (ก่อนตาย) – XL
- "Goodbye" – My World
- "Kakee" – My World
- "Mai Khoi Tem" (ไม่ค่อยเต็ม) – My World
- "Len Khong Soong" (เล่นของสูง) – Seven
- "Khon Mai Ao Than" (คนไม่เอาถ่าน) – Seven
- "Dee Ta Pak" (ดีแต่ปาก) – Seven
- "Raaw" (เรา) – canción especial para Big Body Concert (con Bodyslam)
- "Plook Jai Suea Pa" (ปลุกใจเสือป่า) – Begins
- "Kha Noi Somkhuan Tai" (ข้าน้อยสมควรตาย) – Begins
- "Phrom Likhit" (พรหมลิขิต) – Begins
- "Yang Noi" (อย่างน้อย) – OST PID TERM YAI HUA JAI WA WUN
- "Fhun" (ฝุ่น)– Love